# Renaud Capuçon

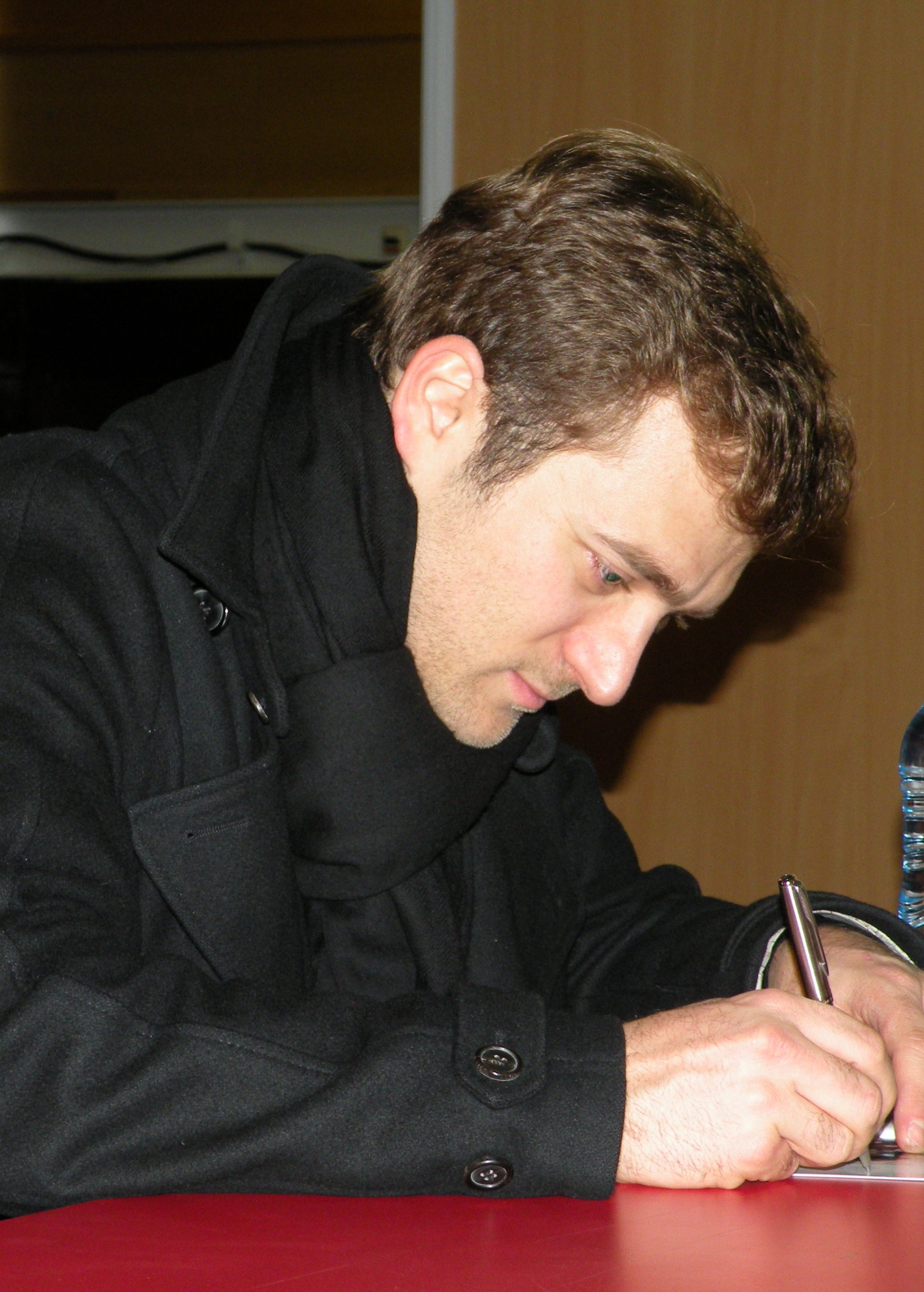
Renaud Capuçon op 1 februari 2009, tijdens La Folle Journée in Nantes.

Renaud Capuçon (Chambéry, 27 januari 1976) is een Frans violist.

## Biografie
Capuçon ging al op 4-jarige leeftijd naar de muziekschool in zijn woonplaats. Op 14-jarige leeftijd ging hij naar het Parijse conservatorium (CNSM) en werd er leerling van Gérard Poulet. Daar verwierf hij drie jaar later een eerste prijs voor kamermuziek en een eerste prijs voor vioolspel. In de jaren erna nam hij deel aan vele internationale wedstrijden; hij trad toe tot het Jeugdorkest van de Europese Economische Gemeenschap en daarna als concertmeester tot het Gustav Mahler Jeugdorkest onder leiding van Claudio Abbado.
Tegelijkertijd bouwde hij aan een carrière als solist en als kamermusicus. Hij speelde met onder anderen Nicholas Angelich, Jérôme Ducros, Frank Braley, Hélène Grimaud, Gérard Caussé en zijn broer, de cellist Gautier Capuçon. Hij was in 1996 de oprichter van het festival Rencontres Artistiques de Bel-Air (Artistieke ontmoetingen in de openlucht) in La Ravoire, nabij zijn geboorteplaats Chambéry. Dit kamermuziekfestival trok bijna tien jaar lang optredens van Jean-Pierre Wallez, Michel Dalberto, Martha Argerich, Stephen Kovacevich, Augustin Dumay, Gérard Caussé, Paul Meyer, Emmanuel Pahud, Mischa Maisky, Marielle en Katia Labèque en anderen.   
Renaud Capuçon maakt veel cd-opnamen. Hij staat onder contract bij Erato/Warner Classics.

## Instrumenten
Capuçon heeft gespeeld op beroemde violen, achtereenvolgens op een Vuillaume, een Guadagnini en een Stradivarius. Later, uitgeleend door de Zwitsers-Italiaanse Bank BSI, op een Guarnerius, de "Panette", uit 1737, die aan Isaac Stern heeft toebehoord. 
Op 25 mei 2009 regisseerde Simon Lelouch de korte film 7: 57 am / pm, waarin Capuçon met deze Guarnerius La Mélodie d'Orphée van Gluck uitvoerde in de Parijse metrolijn 6.

## Prijzen
- 1992 Eerste prijs voor kamermuziek aan het CNSM van Parijs
- 1993 Eerste prijs voor viool aan het CNSM van Parijs
- 1995 Prijs van de Academie voor de Kunsten in Berlijn.
- 2000 Nieuw talent van het jaar van de Victoires de la Musique
- 2005 Instrumentaal solist van het jaar van de Victoires de la Musique
- 2006, Prijs voor viool "Georges Enesco".

## Persoonlijk
Renaud Capuçon is in 2009 getrouwd met de journaliste Laurence Ferrari en is in 2010 vader geworden van een zoon.